# Pogorje, Bekštanj
Pogorje (nemško Pogöriach) je naselje v Občini Bekštanj v Okraju Beljak-dežela na Koroškem v Avstriji.